# Sergio Migliaccio
Sergio Javier Migliaccio Magliano (Montevideo, 3 de junio de 1974) es un exfutbolista y entrenador uruguayo de ascendencia italiana. Jugaba como portero y militó en diversos clubes de Uruguay, Perú, Chile y Colombia. 

## Trayectoria
Formado en Central Español, debutó profesionalmente en 1994, jugando precisamente en Central Español y luego pasó por Guardia Republicana de Perú (cuando estuvo en una gira de amistosos en aquel país), Provincial Osorno y Cobresal de Chile, River Plate, Deportivo Maldonado, Rocha FC, Montevideo Wanderers, Miramar Misiones, Boyacá Chicó de Colombia, Liverpool de Montevideo, Rentistas y finalmente Sportivo Cerrito.
Asumió el cargo de entrenador interino del Jorge Wilstermann a mediados de 2021.

## Clubes

### Como futbolista
| Club                 | País     | Año       |
| -------------------- | -------- | --------- |
| Central Español      | Uruguay  | 1994-1995 |
| Guardia Republicana  | Perú     | 1996      |
| Central Español      | Uruguay  | 1997-1998 |
| Provincial Osorno    | Chile    | 1999-2000 |
| River Plate          | Uruguay  | 2001      |
| Deportivo Maldonado  | Uruguay  | 2002      |
| Rocha FC             | Uruguay  | 2002      |
| Montevideo Wanderers | Uruguay  | 2003      |
| Miramar Misiones     | Uruguay  | 2004      |
| Cobresal             | Chile    | 2005      |
| Boyacá Chicó         | Colombia | 2005-2006 |
| Miramar Misiones     | Uruguay  | 2006-2007 |
| Sud América          | Uruguay  | 2007-2008 |
| Liverpool FC         | Uruguay  | 2008-2011 |
| Rentistas            | Uruguay  | 2012      |
| Sportivo Cerrito     | Uruguay  | 2012-2013 |

### Como asistente
| Club                | País        | Año  |
| ------------------- | ----------- | ---- |
| Liverpool FC        | Uruguay     | 2015 |
| Deportivo Maldonado | Uruguay     | 2016 |
| Sud América         | Uruguay     | 2017 |
| Santa Tecla         | El Salvador | 2019 |
| Jorge Wilstermann   | Bolivia     | 2020 |

### Como entrenador
| Club              | País     | Año       |
| ----------------- | -------- | --------- |
| Jorge Wilstermann | Bolivia  | 2021-2022 |
| Boyacá Chicó      | Colombia | 2024      |